# Apochinomma dolosum
Apochinomma dolosum är en spindelart som beskrevs av Simon 1897. Apochinomma dolosum ingår i släktet Apochinomma och familjen flinkspindlar. Inga underarter finns listade i Catalogue of Life.